# Kristiansenite
La kristiansenite est un sorosilicate rare du groupe de la thortveitite. Sa formule brute est Ca2ScSn(Si2O7)(Si2O6OH).